# Jana Berezko-Marggrander
Jana Berezko-Marggrander (* 17. Oktober 1995 in Toljatti) ist eine ehemalige deutsche rhythmische Sportgymnastin russischer Herkunft.

## Biographie
Berezko-Marggrander trainierte ab 2007 in Schmiden rhythmische Sportgymnastik, nachdem sie erst kurz davor nach Deutschland gekommen war. Sie ist Mitglied des TSV Schmiden und trainierte von 2007 bis 2015 bei Galina Krilenko und von 2015 bis 2016 bei Natallia Raskina am Bundesstützpunkt in Fellbach. Sie gehörte der deutschen Nationalmannschaft an. Berezko-Marggrander trägt die olympischen Ringe als Tattoo am rechten Fuß. Im Februar 2017 beendete sie ihre Karriere, um sich auf ihre berufliche Ausbildung zur Sport- und Fitnesskauffrau zu konzentrieren.

## Laufbahn

### Juniorenbereich
Bei den Europameisterschaften 2010 in Bremen gewann sie drei Bronzemedaillen im Juniorenbereich, eine im Teamwettkampf gemeinsam mit Laura Jung, zwei weitere mit dem Reifen und dem Ball. Bei den Olympischen Jugend-Sommerspielen 2010 in Singapur wurde sie ebenfalls Dritte.

### Seniorenbereich
Seit 2011 startet Berezko-Marggrander im Seniorenbereich und erreichte hier bei den Europameisterschaften in Minsk, wieder im Team mit Laura Jung, den elften Platz. In der Einzelwertung belegte sie Rang dreizehn.
Im Januar 2012 qualifizierte sie sich im Rahmen eines Qualifikationswettkampfes in Thiais für die Olympischen Spiele 2012.
An den Europameisterschaften konnte sie 2012 verletzungsbedingt nicht teilnehmen.
Bei den Olympischen Spielen in London wurde sie Siebzehnte.
Im Mai 2013 nahm Jana Berezko-Marggrander erstmals an Deutschen Meisterschaften teil und konnte sich mit den Siegen im Mehrkampf und den Gerätefinals mit Reifen, Ball, Keule und Band alle Goldmedaillen sichern. Die Teilnahme an den Europameisterschaften musste sie 2013 krankheitsbedingt absagen. Da der Deutsche Turner-Bund keine Reservegymnastin gemeldet hatte und so nur noch Laura Jung als deutsche Seniorin startete, führte dies dazu, dass Deutschland nicht an der Team-Wertung teilnehmen konnte.
2013 nahm Jana Berezko-Marggrander zum ersten Mal an der Weltmeisterschaft in Kiew teil und qualifizierte sich mit Platz 13 für das Mehrkampffinale der besten 24. Im Finale konnte sie diese Platzierung halten und wurde erneut 13.
Bei den Deutschen Meisterschaften 2014 in Halle wurde Berezko-Marggrander deutsche Meisterin im Mehrkampf, mit dem Reifen, dem Ball und dem Band. Mit den Keulen belegte sie Platz zwei hinter Laura Jung.
Seit November 2014 ist Berezko-Marggrander Sportsoldatin bei der Bundeswehr und trainiert in der Sportfördergruppe der Bundeswehr in der Schwarzwald-Kaserne in Todtnau.
Im Jahr 2016 qualifizierte sie sich für die Olympischen Spiele in Rio de Janeiro und beendete die Qualifikation als 18.

### Deutsche Meisterschaften
| Jahr | AK       | Mehrkampf | Seil | Reifen | Ball | Keulen | Band |
| ---- | -------- | --------- | ---- | ------ | ---- | ------ | ---- |
| 2008 | JLK13    | 2.        | 2.   | 2.     | 1.   | x      | 2.   |
| 2009 | JLK14/15 | 2.        | 3.   | 3.     | 2.   | 2.     | x    |
| 2010 | JLK15    | 1.        | 2.   | 1.     | 1.   | 2.     | x    |
| 2011 | MK       | n. t.     |      |        |      |        |      |
| 2012 | MK       | n. t.     |      |        |      |        |      |
| 2013 | MK       | 1.        | x    | 1.     | 1.   | 1.     | 1.   |
| 2014 | MK       | 1.        | x    | 1.     | 1.   | 2.     | 1.   |
| 2015 | MK       | 1.        | x    | 2.     | 2.   | 1.     | 1.   |
| 2016 | MK       | 2.        | x    | 1.     | 1.   | 2.     | 1.   |

n. t. = nicht teilgenommen